# Нестор Лоренсо
Нестор Лоренсо (ісп. Néstor Lorenzo, нар. 28 лютого 1966, Буенос-Айрес) — аргентинський футболіст, що грав на позиції захисника.
Виступав, зокрема, за клуб «Архентінос Хуніорс», а також національну збірну Аргентини.
Володар Кубка Мітропи.

## Клубна кар'єра
У дорослому футболі дебютував 1985 року виступами за команду клубу «Архентінос Хуніорс», в якій провів чотири сезони, взявши участь у 68 матчах чемпіонату. 
Згодом з 1989 по 1996 рік грав у складі команд клубів «Барі», «Свіндон Таун», «Сан-Лоренсо», «Банфілд» та «Феррокаріль Оесте». Протягом цих років виборов титул володаря Кубка Мітропи.
Завершив професійну ігрову кар'єру у клубі «Бока Хуніорс», за команду якого виступав протягом 1996—1997 років.

## Виступи за збірну
У 1988 році дебютував в офіційних матчах у складі національної збірної Аргентини. Протягом кар'єри у національній команді, яка тривала 3 роки, провів у формі головної команди країни 15 матчів, забивши 1 гол.
У складі збірної був учасником чемпіонату світу 1990 року в Італії, де разом з командою здобув «срібло».

## Титули і досягнення
- Володар Кубка Мітропи (1):

«Барі»:  1990
- Віце-чемпіон світу: 1990